# AWA World Women's Championship
L'AWA World Women's Championship è stato un titolo di wrestling promosso dalla federazione American Wrestling Association, per la quale era il massimo riconoscimento della divisione femminile. I diritti d'immagine della AWA e dei suoi titoli sono ora di proprietà della World Wrestling Entertainment.
Il titolo è stato attivo dal 1961, anno di nascita della federazione, fino al 1991, anno di chiusura della AWA.

## Storia
Quando la AWA si separò dalla NWA, riconobbe inizialmente come campionessa June Byers, al tempo detentrice del NWA World Women's Championship. La Byers, non riconoscendo la AWA, decise di non difendere il suo titolo, che quindi nel 1961 (considerato come data effettiva di nascita del titolo) andò a Penny Banner, vincitrice di una battle royal.

## Albo d'oro
| #  | Campione      | Regno | Data              | Giorni | Località               | Evento                     | Note | Fonti |
| -- | ------------- | ----- | ----------------- | ------ | ---------------------- | -------------------------- | --- | ----- |
| 1  | June Byers    | 1     | 20 agosto 1954    | 2563   | Atlanta, Georgia       | House show                 | La data è riferita a quando la Byers sconfisse Mildred Burke per il NWA World Women's Championship. Quando la AWA si staccò dalla NWA, riconobbe la Byers come sua campionessa.                                                                      | [ 1 ] |
| 2  | Penny Banner  | 1     | 26 agosto 1961    | 493    | Angola, Indiana        | House show                 | La AWA smise di riconoscere la Byers come campionessa in seguito ad una sua mancata difesa. La Banner vinse una battle royal per riassegnare il titolo vacante.                                                                                      |       |
| —  | Vacante       | —     | 1 gennaio 1963    | —      | —                      | —                          | La AWA rese vacante il titolo, mentre la Byers continuò a detenere il titolo NWA fino al suo ritiro nel 1964. |       |
| 3  | Kay Noble     | 1     | 13 aprile 1963    | 3.127  | Saint Paul, Minnesota  | House show                 | Sconfiggendo Kathy Starr in un incontro per riassegnare il titolo vacante. | [ 2 ] |
| 4  | Vivian Vachon | 1     | 4 novembre 1971   | 651    | Winnipeg, Manitoba     | House show                 | |       |
| 5  | Betty Nicoli  | 1     | 16 agosto 1973    | 587    | Winnipeg, Manitoba     | House show                 | |       |
| —  | Vacante       | —     | 27 marzo 1975     | —      | —                      | —                          | La Nicoli si ritirò, rendendo vacante il titolo. |       |
| 6  | Candi Devine  | 1     | 2 novembre 1984   | 331    | Minneapolis, Minnesota | House show                 | Vincendo una battle royal per riassegnare il titolo vacante. |       |
| 7  | Sherri Martel | 1     | 28 settembre 1985 | 5      | Chicago, Illinois      | SuperClash                 | | [ 3 ] |
| —  | Vacante       | —     | 3 ottobre 1985    | —      | —                      | —                          | Il titolo fu reso vacante per ragioni non note. |       |
| 8  | Candi Devine  | 2     | 14 ottobre 1985   | 3      | Memphis, Tennessee     | House show                 | Il titolo venne assegnato d'ufficio alla Devine |       |
| 9  | Sherri Martel | 2     | 17 ottobre 1985   | 91     | Winnipeg, Manitoba     | House show                 | | [ 4 ] |
| 10 | Candi Devine  | 3     | 16 gennaio 1986   | 163    | Winnipeg, Manitoba     | House show                 | | [ 5 ] |
| 11 | Sherri Martel | 3     | 28 giugno 1986    | 391    | Oakland, California    | Battle by the Bay          | |       |
| —  | Vacante       | —     | 24 luglio 1987    | —      | —                      | —                          | Il titolo fu reso vacante quando la Martel si accasò alla World Wrestling Federation. |       |
| 12 | Madusa Miceli | 1     | 27 dicembre 1987  | 335    | Las Vegas, Nevada      | AWA Championship Wrestling | Sconfiggendo Candi Devine per riassegnare il titolo vacante. | [ 6 ] |
| 13 | Wendi Richter | 1     | 28 novembre 1988  | —      | Bloomington, Minnesota | House show                 | | [ 8 ] |
| —  | Vacante       | —     | —                 | —      | —                      | —                          | Il titolo fu reso vacante in seguito all'abbandono della federazione da parte della Richter. |       |
| 14 | Candi Devine  | 4     | 6 dicembre 1989   | 421    | Toronto, Ontario       | House show                 | Vincendo uno spareggio contro Judy Martin per riassegnare il titolo vacante. Monster Ripper sconfisse la Devine per il titolo il 7 luglio 1990 ad un evento della World Wrestling Council, ma il cambio di titolo non fu mai riconosciuto dalla AWA. |       |
| -  | Disattivato   | --    | 12 gennaio 1991   | --     | --                     | --                         | Il titolo fu disattivato con la chiusura della federazione. | [ 9 ] |